# Edward Newman (Entomologe)

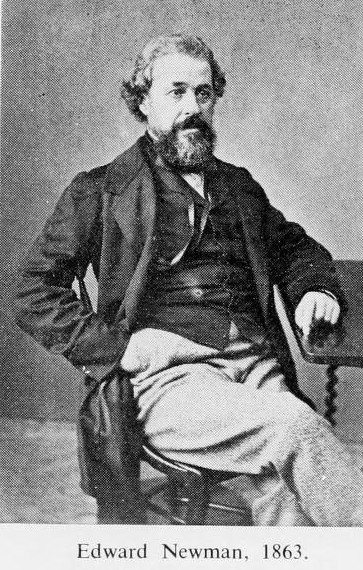
Edward Newman, 1863

Edward Newman (* 13. Mai 1801 in Hampstead, England; † 12. Juni 1876) war ein englischer Entomologe, Botaniker und Schriftsteller. Sein offizielles botanisches Autorenkürzel lautet „Newman“.

## Leben und Wirken
Newman wurde 1801 in Hampstead als Sohn einer Quäker-Familie geboren. Beide Elternteile waren begeisterte Naturwissenschaftler und begeisterten so auch ihren Sohn zu weiteren Studien, insbesondere nach seinem Schuleintritt in Painswick. Mit 16 Jahren verließ er die Schule, um im Geschäft seines Vaters in Guildford mitzuarbeiten.  1826 zog er nach Deptford, um ein Seilmachergeschäft zu übernehmen. Hier traf er viele der führenden Entomologen dieser Tage und wurde Mitbegründer des Entomological Club. 1832 wurde er zum Redakteur des Clubmagazins, The Entomological Magazine, gewählt und wurde bereits im Folgejahr Mitglied der Linnean Society of London und Gründungsmitglied der Royal Entomological Society of London.
Im Jahre 1840 heiratete er und veröffentlichte die erste Edition von A History of British Ferns and Allied Plants. Er wurde Partner in der Londoner Druckerei Luxford & Co. und wurde Drucker und Verleger von naturgeschichtlichen sowie naturwissenschaftlichen Büchern.
Später wurde er auch der naturgeschichtliche Redakteur von The Field, Redakteur von The Zoologist und Redakteur von The Entomologist.
Newman stellte die Verfrachtungstheorie auf, in der er die Ansicht vertrat, dass Schmetterlinge wie der Resedafalter (Pontia daplidice), der Oleanderschwärmer (Daphnis nerii) und der Große Wanderbläuling (Lampides boeticus) über den Ärmelkanal vom europäischen Festland zu den Britischen Inseln fliegen können. Für diese Theorie zum Phänomen der Wanderfalter wurde er allerdings von seinen Kollegen verlacht.
Im Jahr 1853 wurde er zum Mitglied der Leopoldina gewählt.

## Werke
- Attempted division of British Insects into natural orders, The Entomological Magazine, Band 2, 1834, S. 379–431
- A History of British Ferns and allied Plants (1840)[2]
- Proposed division of Neuroptera in two classes (1853)
- Birds-nesting (1861)
- New Edition of Montagu's Ornithological Dictionary (1866)
- Illustrated Natural History of British Moths (1869)
- Illustrated Natural History of British Butterflies (1871).